# Pema Chödrön
Pema Chödrön (rođena kao Deirdre Blomfield-Brown) (New York, 14. srpnja 1936.) američka budistička redovnica i spisateljica.

## Životopis
Pema Chödrön rođena je u New Yorku. Englesku književnost i razrednu nastavu diplomirala je na Sveučilištu Berkeley u Kaliforniji. Niz godina radila je kao učiteljica u Novom Meksiku i Kaliforniji. U svojim srednjim tridesetima, za vrijeme putovanja francuskim Alpama, susrela je lamu Chime Rinpochea, uz kojeg je nekoliko godina studirala u Londonu. Godine 1974. postaje budistička redovnica, a 1984. voditeljica budističkog samostana Gampo u Novoj Škotskoj.
Trenutno drži predavanja diljem Sjedinjenih Američkih Država i Kanade. Radi na uspostavi budističkih samostana na zapadu. Napisala je više knjiga. Ima dvoje djece i troje unučadi iz dva braka.
Na hrvatski je prevedena njena knjiga Mjesta koja vas plaše.

## Vanjske poveznice
- The Pema Chödrön Foundation, stranice Zaklade Peme Chödrön (engl.)
- Gampo Abbey  Arhivirana inačica izvorne stranice od 5. listopada 2015. (Wayback Machine), stranice kanadskog budističkog samostana Gampo (engl.)